# Täydellinen joulu
Pour plus de détails, voir Fiche technique et Distribution.
Täydellinen joulu (littéralement « Noël parfait ») est un film de Noël finlandais réalisé par Taru Mäkelä, sorti en 2019. Il s'agit d'un remake du film Happy Christmas! (Tomten är far till alla barne) sorti en 1999.

## Synopsis
Pour Noël, une mère de famille invite les quatre pères de ses enfants.

## Fiche technique
- Titre : Täydellinen joulu
- Réalisation : Taru Mäkelä
- Scénario : Eva Callenbo, Harald Hamrell et Monika Rolfner
- Musique : Joel Melasniemi
- Photographie : Juice Huhtala
- Montage : Antti Tuomikoski
- Production : Jesse Fryckman
- Société de production : Bronson Club
- Pays :  Finlande
- Genre : Comédie
- Durée : 95 minutes
- Dates de sortie : 
  - Finlande : 25 octobre 2019

## Distribution
- Elena Leeve : Outi Eronen
- Antti Luusuaniemi : Janne
- Mikko Leppilampi : Paavo Paanavilja
- Maria Ylipää : Riitta Rautio
- Aku Hirviniemi : Oskari
- Lotta Lindroos : Eeva
- Iikka Forss : Eki
- Saara Kotkaniemi : Paula
- Pirkko Mannola : Kyllikki
- Pihla Maalismaa : Marika Karkulahti
- Kari Ketonen : Matias
- Krisse Salminen : Helena
- Saimi Kahri : Janette
- Eeti Salovuori : Riku
- Annikki Hirviniemi : Liisa-Lotta
- Sara Pehrsson : Johanna
- Matilda Pirttikangas : Elina
- Oscar Kalenius : Taneli
- Wanda Dubiel : Karin
- Leon Johannes Mingas : Junior
- Alen Nsambu : Nelson

## Distinctions
Le film a été nommé au Jussi du meilleur film.